# Poems (tom Henry’ego Webstera Parkera)
Poems – tom wierszy amerykańskiego poety Henry’ego Webstera Parkera (1822-1903), opublikowany w Auburn w 1850 nakładem oficyny Jamesa M. Aldena. Tomik zawiera cykle Creations, Imitations i Prose-Poems. W książce znalazły się między innymi utwory The Poets’ Reveille, Vision of Shelley’s Death, The Hunter’s Destinies, The Loom of Life, City and Country, A Study, The Shadow, A Happy Day, The Dead-Watch i More Light, jak również Love’s Sunset, Love’s Alchemy, To a Flower i The New Planet. Oprócz tego w skład tomu weszły sonety: California, A Reply, To a Blonde, A Picture, Two Pictures, Autumn Snow, Three Spirits, To No One, Mt. Holuoke i A Sunbeam. Utwory zaprezentowane w tomiku mają różną formę wersyfikacyjną. Poemat The Elm-Sylph ułożony został wierszem rymowanym parzyście. Wiersz To a Flower jest napisany oktawą. Podobnie utwór Taghcanic Falls. Wiersz The Iceberg składa się ze zwrotek z sześciowersowych rymowanych ababcc, a utwór Aurora ze strof ośmiowersowych, rymowanych ababcdcd. Poeta stosuje też aliterację: A beautiful elm, with a maidenly form/That smiles in the sunlight and swings in the storm.
Roll on, Taghcanic's wild and shouting stream!
Here darkly winding in thy gloomy deeps,
And there reflecting back the sunny gleam
That slants athwart the cliffs and dizzy steeps;
As wild and varied thou, as is the dream
That hovera o'er the couch where Beauty sleeps —
As wild and fearless thou as those whose claim
To this our land first gave to thee thy name.
(Taghcanic Falls):
Poematy prozą to: New Wonders of the Mammoth Cave, An Underground Railroad, Travels in a Dew-Drop, Von Blitzen’s Experiment, Legend of the Lone Island, Moulting of Mind i The Universe of Spirit. 
Wiersz The New Planet powstał na wieść o odkryciu Neptuna.
Tomik został zrecenzowany w The North American Review w 1851. W 1862 poeta wydał kolejny tomik, zatytułowany Verse.